# Ceraturgus andocides
Ceraturgus andocides är en tvåvingeart som beskrevs av Walker 1849. Ceraturgus andocides ingår i släktet Ceraturgus och familjen rovflugor. Inga underarter finns listade i Catalogue of Life.